# Т-Сентрален (станція метро)
59°19′54″ пн. ш. 18°03′39″ сх. д. / 59.331666666667° пн. ш. 18.060833333333° сх. д.
Т-Сентрален (швед. T-Centralen) — центральна станці мережі Стокгольмського метро. 
Буква «Т» на початку назви станції означає «тунельбана» (швед. tunnelbana) (шведською «метро»). 
Всі лінії стокгольмського метро перетинаються на станції Т-Сентрален. 
Ця обставина, а також розташування у центрі міста та близькість до головного вокзалу («Стокгольм-Центральний») роблять станцію найзавантаженішою у шведській столиці. Розташована у районі Норрмальм, між Сергельсторгом і Васагатаном.
У зимовий будень пасажирообіг по станції складає 247 700 пасажирів. 

Зі станції є підземний перехід до центрального вокзалу Стокгольма з регіональним і міжміським сполученням, а також до центрального автовокзалу «Cityterminalen». 
До 27 січня 1958 року станція мала назву «Централен». Проте, оскільки часто плутали з «Стокгольм-Центральний», назву було змінено.
Приміська залізнична станція Стокгольм-Сіті знаходиться біля станції метро, з прямими ескалаторами до платформ метро. Станцію відкрито 10 липня 2017 року як частину Стокгольмської приміської залізниці

## Перша станція: зелена лінія (маршрути 17–19) і червона лінія (маршрути 13 і 14)
Станцію було відкрито 24 листопада 1957 року як 38-у станцію у мережі Стокгольмського метро. 
Цю частину станції Т-Сентрален проходить Зелена лінія (L 17-19) від Гамла-Стан (Старе місто) і Гетор'єт, а також Червона лінія (L 13-14) між Гамла-Стан і Естермальмсторг. 
Станція розташована під Клара-кірка (церква Клари) та універмаг Åhléns.
Станція кросплатформового типу дворівнева. 
Верхній рівень має глибину закладення 8,5 м і використовується для поїздів на північ на Зеленій лінії (у напрямку Гессельбі-странд, Альвик і Окесхов) і на південь на Червоній лінії (у напрямку Фруенген і Норсборг). 
Нижня платформа має глибину закладення 14 м і обслуговується поїздами на південь на Зеленій лінії (у напрямку Форста-странд, Гагсетра і Скарпнек) і поїздами на північ на Червоній лінії (у напрямку Мербю-сентрум і Ропстен).

### Виходи
Ця частина станції має два входи/виходи. Південний — на південний захід: у напрямку Васагатан 20, Клара-Вестра Кіркогатан 20 та підземного переходу до центрального вокзалу Стокгольма, який відкрився 1 грудня 1958 року. 
Другий вхід розташований на північний схід і має двері на Дроттнінггатан, Сергельсторг 16 і Кларабергсгатан 48.

## Друга станція: синя лінія (лінії 10 і 11)
Друга частина T-Сентрален була відкрита 31 серпня 1975 року як 79-та станція у мережі Стокгольмського метро. 
Синя лінія прямує звідси до Кунгстредгордена (схід) і до Акалли та Юльсти (північний захід). 
Станція знаходиться під універмагом «Åhléns» і головного поштового відділення «Centralposten». 
Має глибину закладення 30 м і острівну платформу.

### Входи
Станція має два входи/виходи. Перший: за адресою Васагатан 9 (приблизно за 150 м на північ від Стокгольм-Центральний) і навпроти Васагатан 36. Північний вихід сполучено з іншою частиною станції і веде до Сергельсторг.

## Операції
| Попередня станція                 | Лінія | Лінія     | Лінія | Наступна станція            |
| --------------------------------- | ----- | --------- | ----- | --------------------------- |
| Кунгстредгорден Кінцева           |       | Лінія T10 |       | Родхусет до Юльста          |
| Кунгстредгорден Кінцева           |       | Лінія T11 |       | Родхусет до Акалла          |
| Гетор'єт до Окесгов               |       | Лінія T17 |       | Гамла-Стан до Скарпнек      |
| Гетор'єт до Альвік                |       | Лінія T18 |       | Гамла-Стан до Фарста-странд |
| Гетор'єт до Гессельбю-странд      |       | Лінія T19 |       | Гамла-Стан до Гагсетра      |
| Естермальмстор'є до Ропстен       |       | Лінія T13 |       | Гамла-Стан до Норсборг      |
| Естермальмстор'є до Мербю-сентрум |       | Лінія T14 |       | Гамла-Стан до Фруенген      |